# Cratere Thira
Thira  è un cratere sulla superficie di Marte.